# Gare d’Hazebrouck
Gare d’Hazebrouck vasútállomás Franciaországban, Hazebrouck településen.

## Vasútvonalak
Az állomást az alábbi vasútvonalak érintik:
- Lille–Fontinettes-vasútvonal
- Arras–Dunkirk-vasútvonal

## Kapcsolódó állomások
A vasútállomáshoz az alábbi állomások vannak a legközelebb:
- Gare de Cassel
- Gare d’Ebblinghem
- Gare de Strazeele
- Gare de Berguette-Isbergues
- Gare de Steenbecque
- Gare de Bailleul
- Gare de Saint-Omer